# Kevin Carson
Kevin Amos Carson, född 1963, är en individualanarkist, mutualist, marknadssocialist, frihetlig socialist och syndikalist (IWW) bosatt i Fayetteville, Arkansas. 
Carson har gjort sig känd genom sitt verk Studies in Mutualist Political Economy där den kapitalistiska ekonomin kritiseras. Carson deltar bland annat i Voluntary Cooperation Movement.